# Indexsporn
Der Indexsporn ist ein Bergsporn in der Lanterman Range der Bowers Mountains im ostantarktischen Viktorialand. Er ragt westlich des Fingernagelsporns im Gebiet des MacKinnon-Gletschers auf.
Wissenschaftler der deutschen Expedition GANOVEX I (1979–1980) benannten ihn deskriptiv, da er in seiner Form einem Zeigefinger (Index) ähnelt.